# Шліхтінг (Німеччина)
Шліхтінг (нім. Schlichting) — громада в Німеччині, розташована в землі Шлезвіг-Гольштейн. Входить до складу району Дітмаршен. Складова частина об'єднання громад КЛГ-Айдер.
Площа — 12,5 км2. Населення становить 238 ос. (станом на 31 грудня 2020).